# مارينا دا جلوريا

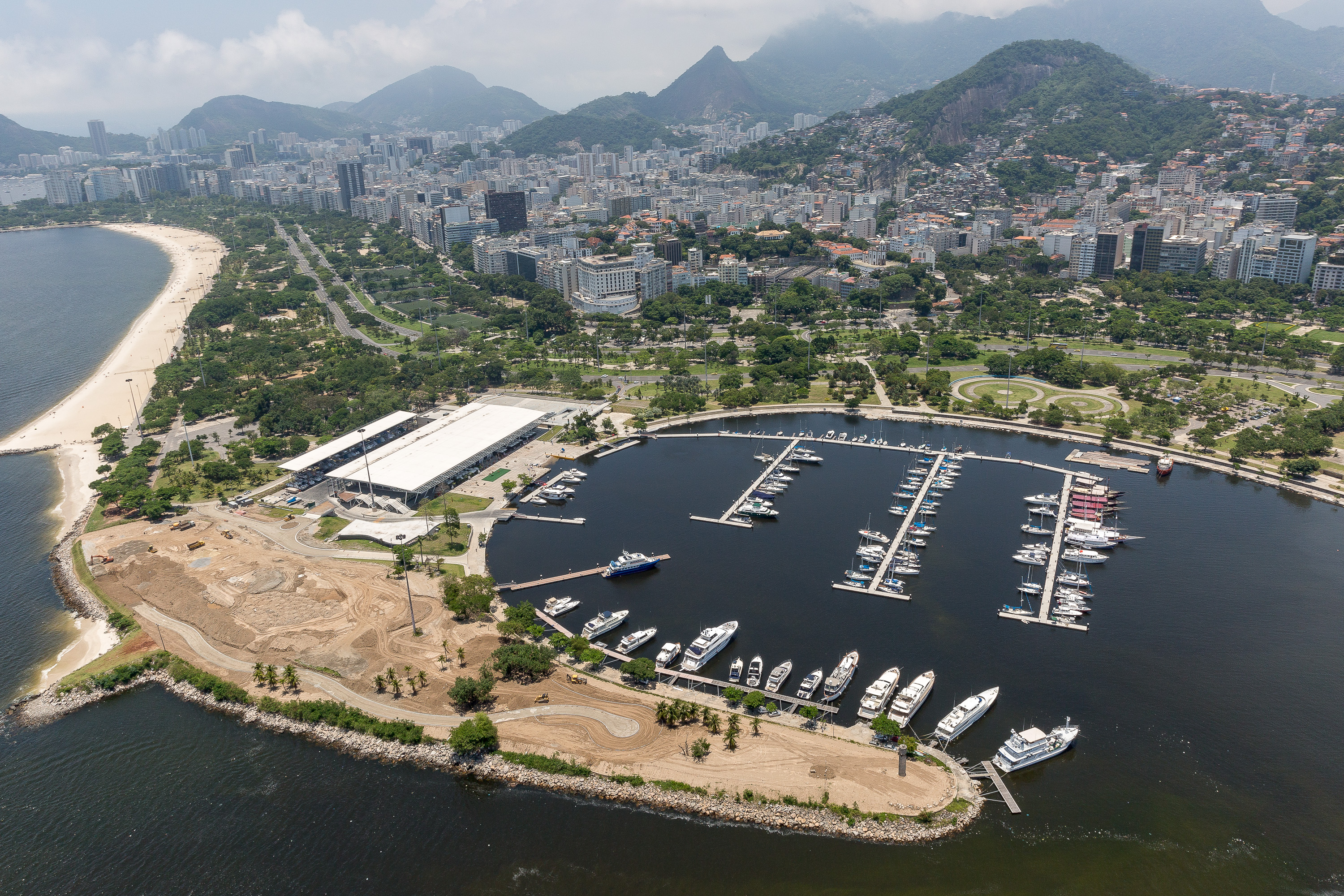
مرفأ مارينا دا جلوريا.

مارينا دا جلوريا هو مرفأ يقع في حي جلوريا في ريو دي جانيرو، البرازيل. استضاف هذا المكان بطولة سباقات الزوارق الشراعية ضمن دورة الألعاب الأولمبية الصيفية 2016  في الفترة 07-19 أغسطس 2016. وأيضا استضاف المرفأ الألعاب البارالمبية الصيفية 2016. كما استضاف إجراء قرعة التصفيات المؤهلة لنهائيات كأس العالم لكرة القدم 2014.